# Katy (Łążek Ordynacki)
Katy – część wsi Łążek Ordynacki w Polsce położona w województwie lubelskim, w powiecie janowskim, w gminie Janów Lubelski.
W latach 1975–1998 Katy administracyjnie należały do województwa tarnobrzeskiego.
Katy powstały przed 1781 rokiem, początkowo zwane były Bąki.